# Gaardbogaard
Gaardbogaard er i dag beliggende ca. fire kilometer vest for Aalbæk i Råbjerg Sogn, Horns Herred, Frederikshavn Kommune. I den sydøstlige del af sognet øst for den nu udtørrede Gårdbo sø lå i middelalderen Gaardbogaard.

## Gamle gård
Middelalderens Gaardbogaard ejedes 1335 af ridderen Henrik Nielsen (Panter)(+ tidligst 1345), som bortmageskiftede sit gods i Gårdbo til Vrejlev kloster, i hvis arkiv (senere på Ålborghus) der 1573 fandtes 32 pergamentsbreve vedr. gården og søen. Gaardbogaard synes derefter at være forblevet i klostrets eje til reformationen, hvor det kom under kronen. 1546 udstedte Christian III et birkebrev, formentlig en bekræftelse på en tidligere udøvet birkeret. 1577 skødedes gården med 3 "bunker" (beboelser) på dens enemærke til Karen Eilersdatter Rønnow, enke efter Jens Bille til Lyngsgård og Vrejlev kloster (+ 1575). Efter hendes død i 1592 solgtes G. til fru Ingeborg Skeel til Voergård (+ 1604), gården var nu en fæstegård og dens jorder var o. 1660 næsten ødelagt af sandflugt. 1662 tilhørte halvdelen af G. fru Lene Rud til Vedby (+ 1671) enke efter Jørgen Grubbe til Tostrup m.v. (+ 1640), en fjerdepart ejedes af arvingerne efter generalkrigskommissær Knud Ulfeldt Christoffersen (+ 1657), og den sidste fjerdedel af fru Ide Skeel til Asdal m.v. + 1684, enke efter Frederik Rantzau til Krapperup m.v. (+ 1645). 1795 overdroges birkerettighederne til kongen.

## Nye gård
Gaardbogaards nuværende hovedbygningen er opført 1893 i Rosenborg-stil efter tegning af arkitekt Martin Borch.
Gaardbogaard Gods er på 916 hektar. Grundlæggeren af Gaardbogaard, Jørgen Wendelboe Larsen, tørlagde Gårdbo Sø i årene 1881-83. Søen var indtil da den største i Nordjylland. Afvandingsanlægget blev restaureret i 1941-45 med betydelig statsstøtte fra Landbrugsministeriet.
Danmarks Naturfredningsforening ønsker at genskabe Vendsyssels største sø, Gårdbo Sø, som blev tørlagt i slutningen af 1800-tallet. Gårdbo Sø er tørlagt ved dræning og gravning af kanaler. Vandet bliver stadig pumpet væk og via en ringkanal ledt til Knasborg Å.
Syd for Gaardbogaard skal der 1842 under flyvesandet være fundet spor af en bygning, vistnok den ældre Gaardbogaard.

## Ejere af Gaardbogaard
- (1335-1343) Ridder Henrik Nielsen Panter
- (1343-1536) Vrejlev Kloster
- (1536-1559) Kong Christian d.3
- (1559-1577) Kong Frederik d.2
- (1577-1592) Karen Ejlersdatter Rønnow gift Bille
- (1592-1604) Ingeborg Nielsdatter Skeel gift Banner til Voergård
- (1604-1608) Slægten Arenfeldt / Slægten Lykke
- (1608-1611) Hans Axelsen Arenfeldt
- (1611-1658) Jørgen Hansen Arenfeldt
- (1658) Margrethe Jørgensdatter Arenfeldt gift (Banner) Høg
- (1658-1661) Tage Banner Høg
- (1661-1662) Tage Banner Høg / Christoffer Frederik Buck
- (1662-1671) Lene Rud gift Grubbe / Knud Christoffer Ulfeldt / Ida Skeel gift von Rantzau
- (1671-1684) Ida Skeel gift von Rantzau
- (1684-1724) Enke efter Frederik Rantzau til Krapperup m.v.
- (1724-1771) Christian Ottosen von Rantzau
- (1771-1782) Frederikke Louise von Raben gift von Rantzau
- (1782-1793) Carl Adolf Christiansen von Rantzau
- (1793-1795) Søren Hillerup
- (1795-1854) Den Dansk Stat
- (1854-1880) Forskellige Ejer
- (1880-1931) Lars Jørgen Wendelboe Larsen
- (1931-1940) Engeline Margrethe Thorn gift Larsen
- (1940-1964) Georg Østergaard
- (1964-1974) Ejnar Flensted Nielsen
- (1974-1999) Vincent Carl Christian baron Lerche
- (1999-) Svend Aage Christiansen